# Jean-Philippe Delapierre
Pour les articles homonymes, voir Delapierre.
 (août 2014).
Jean-Philippe Delapierre, né le 2 mai 1960 à Laval (Mayenne), est un sportif français spécialiste des sports nautiques : la voile et la planche à voile.

## Biographie
Découvre la natation à Laval en 1972, participe à plusieurs championnats nationaux, en même temps il  découvre le Water Polo où il joue en 2 divisions.Sélectionné  une fois en équipe de france .
Il découvre la planche à voile à Vannes (Morbihan) en 1975. Ce sport en est alors à ses balbutiements, et il apprend seul, en autodidacte.
Motivé par le challenge, il a participé dans plusieurs disciplines à un nombre important de régates.

## Palmarèsg1980: Vice-champion de France / catégoriemonotypeMistral compétition
- 1981 : 1er au Championnat du monde, usa en planche de série (planche non-customisée)
- 1981 : 3e au Triangle Ouest France :
- 1982 : 1er au Championnat de France en monotype M1 (Mistral 1)/ Découvre le funboard cette même année
- 1983 : 4 e au Championnat du monde sur le Lac de Garde /Italie
- 1983 : 8e à la coupe du monde de funboard
- 1984 : Fait la préparation olympique en Windglider pour les JO de Los Angeles
- 1984 : 2e au championnat de France de funboard
- 1985 : 8er au Championnat du monde de funboard
- 1987 : 3e au Championnat du monde de funboard Suède
- 1989 : 1er au Championnat de France en "6 Mètre j
- 1996 : préparation olympique en Laser Atlanta
- 1998 Vice- champion du monde iso dériveur
- 2000 : préparation olympique en 49 er Sydney
- :2020 1er au Championnat de France Windsurfer lt
- 2021 : 1e au Championnat d'Europe France Windsurfer lt
- 2021 3e  au Championnat du monde par équipe  Calasetta Sardaigne Windsurfer lt
- 2022: 3e  au Championnat d'Europe  Rosas Espagne Windsurfer lt
- 2022 Vice- champion du monde Mondello Italie Windsurfer lt
- 2024 3e   Championnat  du monde Rosas Espagne
- 2024 4 e Championnat d' Europe